# Замак Вранов на Дији
Замак Вранов на реци Дији је дворац у хомонимијском граду Вранов на Дији у Јужној Моравској (Јужноморавски крај), у Чешкој. Лежи на реци Дији, 3 км северно од аустријске границе близу Хардега. У власништву је Чешке Републике, отворен је за јавност.

## Историја
Положај Вранова први пут спомиње Козма Прашки 1100. године као гранични стражарски замак (oppidum (et) castrum Wranou). Изградиле су га војводе Чешке да би браниле јужну границу Моравске од напада из суседног аустријског пограничног подручја. До 1323. године замак је био у краљевским рукама, али те године краљ Јован Бохемије заложио је замак Вранова моћном чешком племићу, вицекраљу Јиндриху из Липе.
1421. године, током Хуситских ратова, бохемијска племићка породица Лихтенбург преузела је контролу над замком и суседним градом. 1499. године дефинитивно је прешао Лихтенбурзима као наследство краља Чешке и Мађарске Владислава II. Породица Лихтенбург држала је Вранов скоро читав век, све до 1516.
Вранов је у 16. веку често мењао власнике. Вероватно најзначајнији власници били су господари из баварске породице Алтхан, рођаци принчева од Белмонтеа. Волф Дитрих из породице Алтхан купио је замак 1614. године. Ипак, седам година касније властелинство је конфисковано због његовог учешћа у Тридесетогодишњем рату. Конфисковани дворац је после тога продат једном од генерала Албрехта Валенштејна, Јохану Ернсту из Шерфенберга.
Михаел Јохан II Алтхан вратио је имање Вранов породици 1680. године. Наручио је познатог аустријског архитекту Јохана Бернхарда Фишера фон Ерлаха да пројектује велику салу, познату као „Дворана предака“ у барокном стилу, као спомен на своје претке Алтхана. Изграђена је између 1687. и 1695. године. То је овална конструкција надвишена импозантном куполом и постала је доминантна карактеристика Вранова. Аустријски вајар, Тобијас Кракер, направио је велике статуе предака у нишама дуж зидова, а други аустријски уметник, Јохан Михаел Ротмајер, насликао је алегоријско величање породице Алтхан у куполи. Да би Дворану предака употпунио духовним елементом, Фишер фон Ерлах је дизајнирао барокну капелу, капелу Свете Тројице, која је садржала свод породице Алтхан. Богато украшена капела саграђена је за две године (1699. и 1670). После смрти Михаела Јохана Алтхана II изграђено је још великих зграда, чиме је завршена трансформација првобитног комплекса дворца у савремени барокни замак.
Од најстаријег периода сачувани су само зид утврђења и три куле. Даље модификације зграда уследиле су у 18. веку, када је и окружење замка претворено у парк са низом малих зграда. У 19. веку, Вранов је био у власништву две сродне породице пољског порекла. Током Другог светског рата, дворац је као царску конфискацију купио немачки барон Гебхард фон дер Венсе-Мерсе. Након завршетка рата, дворац је постао државно власништво.

## Замак данас
Дворац се налази у западном делу Националног парка Подији и национални је споменик културе. Посетиоцима нуди обилазак аутентичних барокних ентеријера Двора предака и капеле, али такође представља културу становања дворца Вранов с краја 18. века и из целог 19. века.
Две познате чешке бајке снимљене су у замку Вранов: "Бесмртна тетка" са Јиржином Бохдаловом у главној улози, је прича о зависти, разуму и срећи. И друга бајка из дворца Вранов, "Анђеоско лице" Зденека Трошке пуна је љубави, мржње и борбе између добра и зла.

## Галерија
- Вранов на Дији
- Дворана предака, споља
- Дворана предака, унутрашњост
- Купола Дворане предака
- Један од предака у Дворани предака
- Капела Свете Тројице
- Поглед са запада. На средини је смештена Готска караула на главном улазу, лево је Капела Свете Тројице са криптом породице Алтхан испод
- Град Вранов над Дији, гледано из замка